# Голопристанська міська рада
Го́лопри́станська міська́ ра́да — орган місцевого самоврядування в Херсонській області. Адміністративний центр — місто обласного значення Гола Пристань.

## Загальні відомості
Голопристанська міська рада утворена в 1958 році.
- Територія ради: 9,26 км²
- Населення ради: 14 895 осіб (станом на 2015 рік)
- Водоймища на території, підпорядкованій даній раді: річка Конка, озеро Соляне.

## Населені пункти
Міській раді підпорядковані населені пункти:
- м. Гола Пристань
- с. Білогрудове

## Склад ради
Рада складається з 26 депутатів та голови.
- Голова ради: Бабич Олександр Володимирович
- Секретар ради: Лук'янченко Людмила Олександрівна

### Керівний склад попередніх скликань
| Прізвище, ім'я, по батькові   | Основні відомості                                                                                                | Дата обрання | Дата звільнення |
| ----------------------------- | --- | ------------ | --------------- |
| Негра Анатолій Петрович       | Міський голова, 1946 року народження, освіта вища, позапартійний                                                 | 1998         | 31.10.2010      |
| Негра Анатолій Петрович       | Міський голова, 1946 року народження, освіта вища, позапартійний, від Партії регіонів                            | 31.10.2010   | 25.10.2015      |
| Бабич Олександр Володимирович | Міський голова, 1963 року народження, освіта вища, член політичної партії Всеукраїнське об'єднання «Батьківщина» | 25.10.2015   |                 |

Примітка: таблиця складена за даними сайту ЦВК

### Депутати VII скликання
За результатами місцевих виборів 2015 року депутатами ради стали:

#### За суб'єктами висування
| Суб'єкт висування                                       | Кількість обраних депутатів | %     |
| ------------------------------------------------------- | --------------------------- | ----- |
| Політична партія Всеукраїнське об'єднання «Батьківщина» | 8                           | 30.77 |
| Партія Блок Петра Порошенка «Солідарність»              | 5                           | 19.23 |
| Політична партія «Наш край»                             | 5                           | 19.23 |
| Політична партія «Опозиційний блок»                     | 3                           | 11.54 |
| Радикальна партія Олега Ляшка                           | 3                           | 11.54 |
| Політична партія Всеукраїнське об'єднання «Свобода»     | 2                           | 7.69  |

#### За округами
| № округу                                                | Прізвище, ім'я, по батькові       | Дата нар.  | Освіта              | Партійна приналежність                                        | Відомості |
| ------------------------------------------------------- | --------------------------------- | ---------- | ------------------- | ------------------------------------------------------------- | --- |
| політична партія Всеукраїнське об'єднання «Батьківщина» |                                   |            |                     |                                                               | |
| пк                                                      | Гей Віталій Миколайович           | 24.03.1971 | вища                | член політичної партії Всеукраїнське об'єднання «Батьківщина» | Фізична особа-підприємець |
| 25                                                      | Малашков Віталій Євгенович        | 10.05.1966 | середня спеціальна  | член політичної партії Всеукраїнське об'єднання «Батьківщина» | пенсіонер |
| 24                                                      | Зеленін Юрій Володимирович        | 26.10.1977 | вища                | член політичної партії Всеукраїнське об'єднання «Батьківщина» | Довірче товариство «Херсонське бюро приватизації», директор |
| 10                                                      | Бездворний Андрій Іванович        | 16.07.1978 | вища                | член політичної партії Всеукраїнське об'єднання «Батьківщина» | Фізична особа-підприємець |
| 11                                                      | Пирогов Василь Вікторович         | 27.05.1963 | середня спеціальна  | член політичної партії Всеукраїнське об'єднання «Батьківщина» | Державна санітарна інспекція, секретар сектору |
| 3                                                       | Васютін Олег Юрійович             | 14.05.1965 | вища                | член політичної партії Всеукраїнське об'єднання «Батьківщина» | пенсіонер |
| 16                                                      | Шкроб Ольга Вікторівна            | 16.11.1961 | вища                | член політичної партії Всеукраїнське об'єднання «Батьківщина» | Голопристанська школа мистецтв, концертмейстер |
| 17                                                      | Гей Олена Георгіївна              | 11.05.1971 | вища                | член політичної партії Всеукраїнське об'єднання «Батьківщина» | Комунальне підприємство «Голопристанська Центральна районна лікарня», лікар |
| ПАРТІЯ «БЛОК ПЕТРА ПОРОШЕНКА „СОЛІДАРНІСТЬ“             |                                   |            |                     |                                                               | |
| пк                                                      | Негра Анатолій Петрович           | 08.04.1946 | вища                | безпартійний                                                  | Голопристанська міська рада, міський голова |
| 23                                                      | Каракіна Віра Кимівна             | 22.05.1961 | вища                | безпартійна                                                   | тимчасово не працює |
| 20                                                      | Лук'янченко Людмила Олександрівна | 26.08.1959 | вища                | безпартійна                                                   | Голопристанська міська рада, секретар міської ради |
| 13                                                      | Кондратюк Василь Васильович       | 15.05.1971 | вища                | безпартійний                                                  | Виконавчий комітет Голопристанської міської ради, заступник міського голови з питань діяльності виконавчих органів міської ради                                                                   |
| 16                                                      | Грибко Юрій Сергійович            | 04.02.1980 | вища                | безпартійний                                                  | Фізична особа-підприємець |
| Політична партія „Наш край“                             |                                   |            |                     |                                                               | |
| пк                                                      | Попов Геннадій Васильович         | 10.01.1963 | вища                | член Політичної партії „Наш край“                             | Голопристанська районна рада, голова районної ради |
| 22                                                      | Якушенко Микола Миколайович       | 23.05.1962 | вища                | безпартійний                                                  | Голопристанська районна дитяча школа мистецтв, завідувач відділу |
| 9                                                       | Васильєва Світлана В'ячеславівна  | 26.09.1976 | вища                | безпартійна                                                   | Фізична особа-підприємець |
| 14                                                      | Тупіков Віталій Миколайович       | 29.03.1981 | вища                | безпартійний                                                  | ТОВ „ЮГ ИНВЕС КАПІТАЛ“, директор |
| 5                                                       | Зибін Віктор Іванович             | 17.06.1949 | вища                | безпартійний                                                  | Голопристанська районна дитяча школа мистецтв, директор |
| Політична Партія „Опозиційний блок“                     |                                   |            |                     |                                                               | |
| 7                                                       | Фісай Сергій Олександрович        | 11.05.1976 | вища                | безпартійний                                                  | Голопристанська міська рада, начальник відділу житлово-комунального господарства, благоустрою охорони навколишнього середовища та інфраструктури                                                  |
| 25                                                      | Крива Тетяна Олександрівна        | 01.08.1979 | вища                | безпартійна                                                   | КЗ ХОР „Голопристанський геріатричний пансіонат“, медична сестра |
| 18                                                      | Студенянська Олена Володимирівна  | 27.08.1974 | вища                | безпартійна                                                   | Голопристанська міська рада, начальник управління соціального захисту населення, см'ї та праці |
| Радикальна партія Олега Ляшка                           |                                   |            |                     |                                                               | |
| пк                                                      | Богданова Галина Романівна        | 01.05.1959 | вища                | безпартійна                                                   | Фінансове управління виконавчого комітету Голопристанської міської ради Херсонської області, начальник                                                                                            |
| 26                                                      | Саленко Тетяна Олександрівна      | 09.07.1956 | професійно-технічна | безпартійна                                                   | Відділ культури, туризму та з питань діяльності засобів масової інформації виконавчого комітету Голопристанської міської ради, бібліотекар                                                        |
| 8                                                       | Стиркулова Лариса Миколаївна      | 06.02.1961 | вища                | безпартійна                                                   | пенсіонер |
| політична партія Всеукраїнське об'єднання „Свобода“     |                                   |            |                     |                                                               | |
| пк                                                      | Дяченко Ігор Григорович           | 03.11.1968 | вища                | член політичної партії Всеукраїнське об'єднання „Свобода“     | Голопристанська спеціалізована школа I-III ступенів з поглибленим вивченням предметів філологічного та природничо-математичного циклів Голопристанської міської ради Херсонської області, вчитель |
| 23                                                      | Дяченко Людмила Іванівна          | 04.06.1968 | вища                | безпартійна                                                   | АТ „Райфайзен банк Аваль“, економіст |

### Депутати VI скликання
За результатами місцевих виборів 2010 року депутатами ради стали:

#### За суб'єктами висування
| Суб'єкт висування                                       | Кількість обраних депутатів | %    |
| ------------------------------------------------------- | --------------------------- | ---- |
| Партія регіонів                                         | 16                          | 53,3 |
| Політична партія Всеукраїнське об'єднання «Батьківщина» | 11                          | 36,7 |
| Комуністична партія України                             | 3                           | 10   |

#### За округами
| № округу                                                | Прізвище, ім'я, по батькові        | Дата визнання обраним | Освіта                    | Партійна приналежність                        | Відомості про обраного депутата                                                                               |
| ------------------------------------------------------- | ---------------------------------- | --------------------- | ------------------------- | --------------------------------------------- | --- |
| Комуністична партія України                             |                                    |                       |                           |                                               | |
| б/м                                                     | Ільченко Федір Ігнатович           | 02.11.2010            | Освіта вища               | член Комуністичної партії України             | пенсіонер |
| б/м                                                     | Рубін Іван Андрійович              | 02.11.2010            | Освіта середня спеціальна | член Комуністичної партії України             | пенсіонер |
| б/м                                                     | Осіпова Ганна Іллівна              | 02.11.2010            | Освіта вища               | член Комуністичної партії України             | станція по розведенню частикових риб, старший єгер Голопристанської районної організації мисливців та рибалок |
| Партія регіонів                                         |                                    |                       |                           |                                               | |
| б/м                                                     | Жаров Валерій Анатолійович         | 02.11.2010            | Освіта середня            | член Партії регіонів                          | приватний підприємець                                                                                         |
| б/м                                                     | Гаврилов Андрій Вікторович         | 02.11.2010            | Освіта вища               | член Партії регіонів                          | приватний підприємець                                                                                         |
| б/м                                                     | Скляр Вадим Федорович              | 02.11.2010            | Освіта середня            | член Партії регіонів                          | приватний підприємець                                                                                         |
| б/м                                                     | Писарев Валерій Дмитрович          | 02.11.2010            | Освіта вища               | член Партії регіонів                          | „Райавтодор“, директор                                                                                        |
| б/м                                                     | Черняєв Андрій Володимирович       | 02.11.2010            | Освіта вища               | член Партії регіонів                          | Автозаправна станція „Лукойл-Україна“, оператор                                                               |
| б/м                                                     | Щипак Анатолій Іванович            | 02.11.2010            | Освіта вища               | член Партії регіонів                          | Відділ містобудування, архітектури, земельних ресурсів та благоустрою міськвиконкому, завідувач відділу       |
| б/м                                                     | Маєвський Віктор Миколайович       | 02.11.2010            | Освіта вища               | член Партії регіонів                          | Фірма „Сандора“, спеціаліст                                                                                   |
| 2                                                       | Тарасенко Любов Радиславівна       | 01.11.2010            | Освіта середня            | член Партії регіонів                          | Голопристанська поліклініка, медична сестра                                                                   |
| 3                                                       | Гордіна Олександра Вікторівна      | 01.11.2010            | Освіта вища               | член Партії регіонів                          | Геріатричний пансіонат, художній керівник                                                                     |
| 5                                                       | Кулинич Олег Леонідович            | 14.11.2010            | Освіта вища               | член Партії регіонів                          | комунальне підприємство „Гопри -Водоканал“, директор                                                          |
| 6                                                       | Фісай Сергій Олександрович         | 14.11.2010            | Освіта вища               | член Партії регіонів                          | комунальне підприємство» Міськтеплокомуненерго", інженер                                                      |
| 7                                                       | Зибін Віктор Іванович              | 01.11.2010            | Освіта вища               | член Партії регіонів                          | Голопристанська дитяча школа мистецтв, директор                                                               |
| 10                                                      | Буренко Олександр Васильович       | 01.11.2010            | Освіта вища               | член Партії регіонів                          | ТОВ «Інвест Сервіс», директор                                                                                 |
| 12                                                      | Амбарцумов В'ячеслав Володимирович | 01.11.2010            | Освіта вища               | член Партії регіонів                          | приватний підприємець                                                                                         |
| 13                                                      | Лук'янченко Людмила Олександрівна  | 01.11.2010            | Освіта вища               | член Партії регіонів                          | Голопристанська міська рада, завідувач відділом                                                               |
| 14                                                      | Пластун Анатолій Семенович         | 01.11.2010            | Освіта вища               | член Партії регіонів                          | Голопристанський Район енергозбуту і електричних мереж, інженер                                               |
| Політична партія Всеукраїнське об'єднання «Батьківщина» |                                    |                       |                           |                                               | |
| б/м                                                     | Білий Дмитро Анатолійович          | 02.11.2010            | Освіта вища               | член Всеукраїнського об'єднання «Батьківщина» | ПП «Білий», голова                                                                                            |
| б/м                                                     | Бездворний Андрій Іванович         | 02.11.2010            | Освіта вища               | член Всеукраїнського об'єднання «Батьківщина» | ТОВ «Літера», голова                                                                                          |
| б/м                                                     | Страмнова Ольга Олегівна           | 02.11.2010            | Освіта вища               | член Всеукраїнського об'єднання «Батьківщина» | Голопристанське управління захисту населення, головний спеціаліст                                             |
| б/м                                                     | Кашуба Зоя Василівна               | 02.11.2010            | Освіта вища               | член Всеукраїнського об'єднання «Батьківщина» | ВАТ Державний ощадний банк України Голопристанське ТВВБВ № 0153, керуюча                                      |
| б/м                                                     | Доній Лілія Миколаївна             | 02.11.2010            | Освіта вища               | член Всеукраїнського об'єднання «Батьківщина» | ПП салон «Лілія», голова                                                                                      |
| 1                                                       | Бабич Олександр Володимирович      | 14.11.2010            | Освіта середня спеціальна | член Всеукраїнського об'єднання «Батьківщина» | Магазин «Атлант», директор                                                                                    |
| 4                                                       | Гей Віталій Миколайович            | 01.11.2010            | Освіта вища               | член Всеукраїнського об'єднання «Батьківщина» | приватний підприємець                                                                                         |
| 8                                                       | Сахібов Вадим Володимирович        | 01.11.2010            | Освіта вища               | член Всеукраїнського об'єднання «Батьківщина» | Голопристанська ЦРЛ, лікар                                                                                    |
| 9                                                       | Дудник Віктор Михайлович           | 01.11.2010            | Освіта вища               | член Всеукраїнського об'єднання «Батьківщина» | ТОВ «Георесурси», завідувач гірними роботами                                                                  |
| 11                                                      | Бурдига Тамара Іванівна            | 01.11.2010            | Освіта вища               | член Всеукраїнського об'єднання «Батьківщина» | Дошкільний навчальний заклад № 3 «Берегиня», завідувач                                                        |
| 15                                                      | Якименко Олег Сергійович           | 01.11.2010            | Освіта вища               | член Всеукраїнського об'єднання «Батьківщина» | ТОВ «Літера», замісник директора                                                                              |